# Gare de Tokyo
La gare de Tokyo (東京駅, Tōkyō-eki) est une gare située dans le quartier de Marunouchi de l'arrondissement de Chiyoda, à Tokyo, au Japon. La gare se situe près du Kōkyo, le palais impérial, et du quartier de Ginza. La gare est le terminus des Shinkansen à Tokyo.
Dessinée par l'architecte Tatsuno Kingo, la gare a été mise en service le 18 décembre 1914. Elle fut détruite lors des bombardements de Tokyo en mai 1945. Reconstruite en grande partie en 1947, elle fut entièrement restaurée en 2012. La gare de Tokyo est un bien culturel important du Japon depuis 2003.
Bien que la gare de Tokyo soit la gare interurbaine principale de l'agglomération, elle n'est que la quatrième gare la plus fréquentée de la ville, après les gares de Shinjuku, d'Ikebukuro et de Shibuya.

## Situation ferroviaire

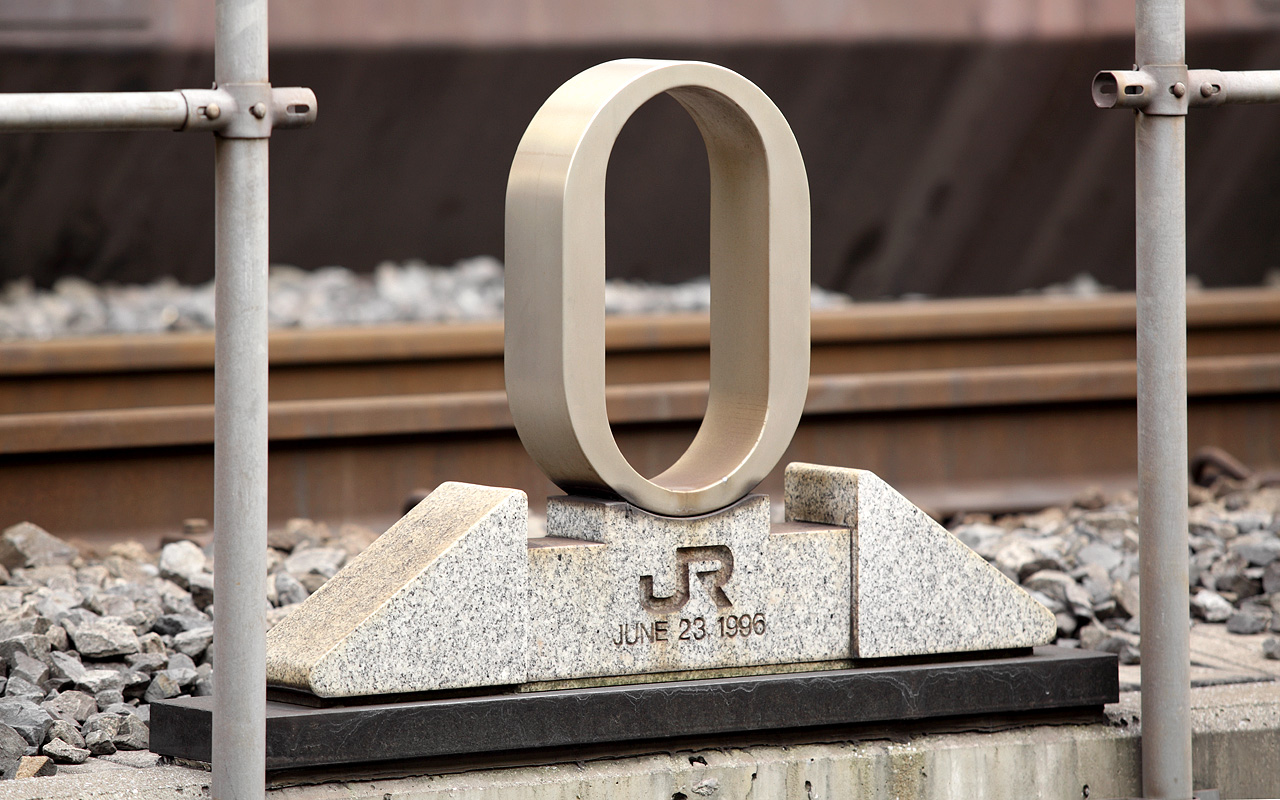
Le kilomètre zéro de la gare de Tokyo

La gare de Tokyo marque l'origine de nombreuses lignes ferroviaires : 
- ligne Shinkansen Tōhoku ;
- ligne Shinkansen Tōkaidō ;
- ligne principale Chūō ;
- ligne principale Sōbu ;
- ligne principale Tōkaidō ;
- ligne Keiyō ;
- ligne Yokosuka.

## Histoire

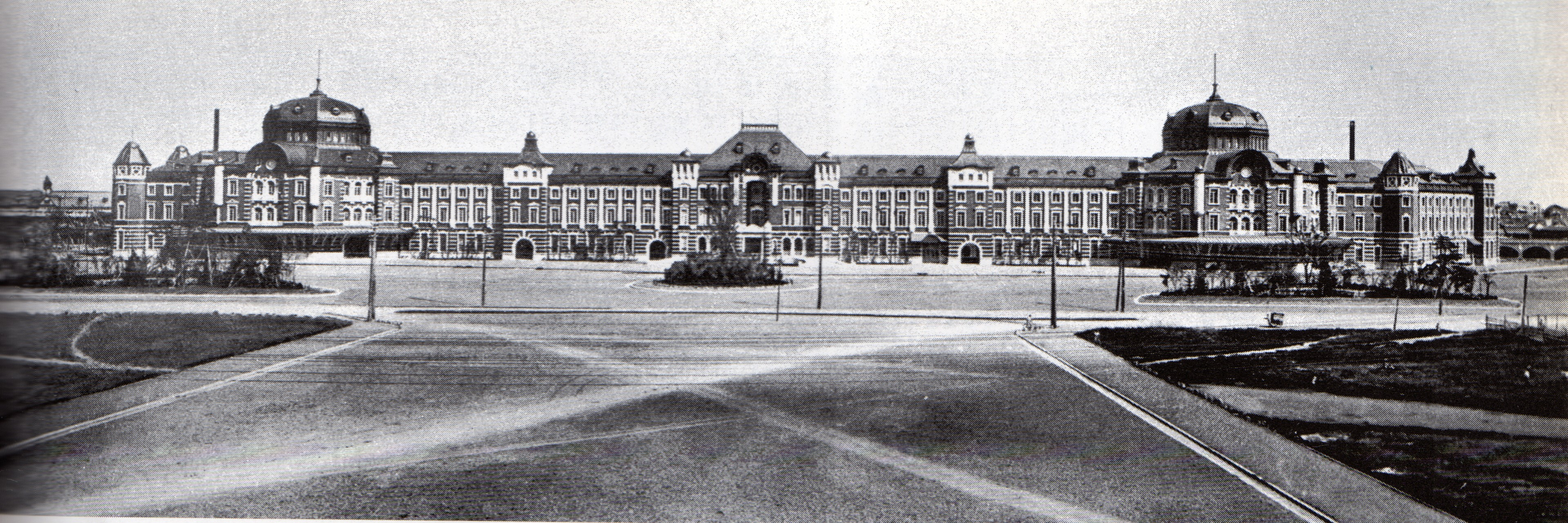
La gare de Tokyo après sa construction en 1914. Entrée Nord à gauche.

En 1889, un comité municipal de la ville de Tokyo élabora des plans pour une ligne de chemin de fer surélevée entre Shimbashi, alors terminus de la ligne principale Tōkaidō, et Ueno, le terminus du chemin de fer Nippon (aujourd’hui ligne principale Tōhoku). En 1896, la Diète impériale décida la construction d’une gare centrale sur cette ligne, située directement en face des jardins du Palais impérial.

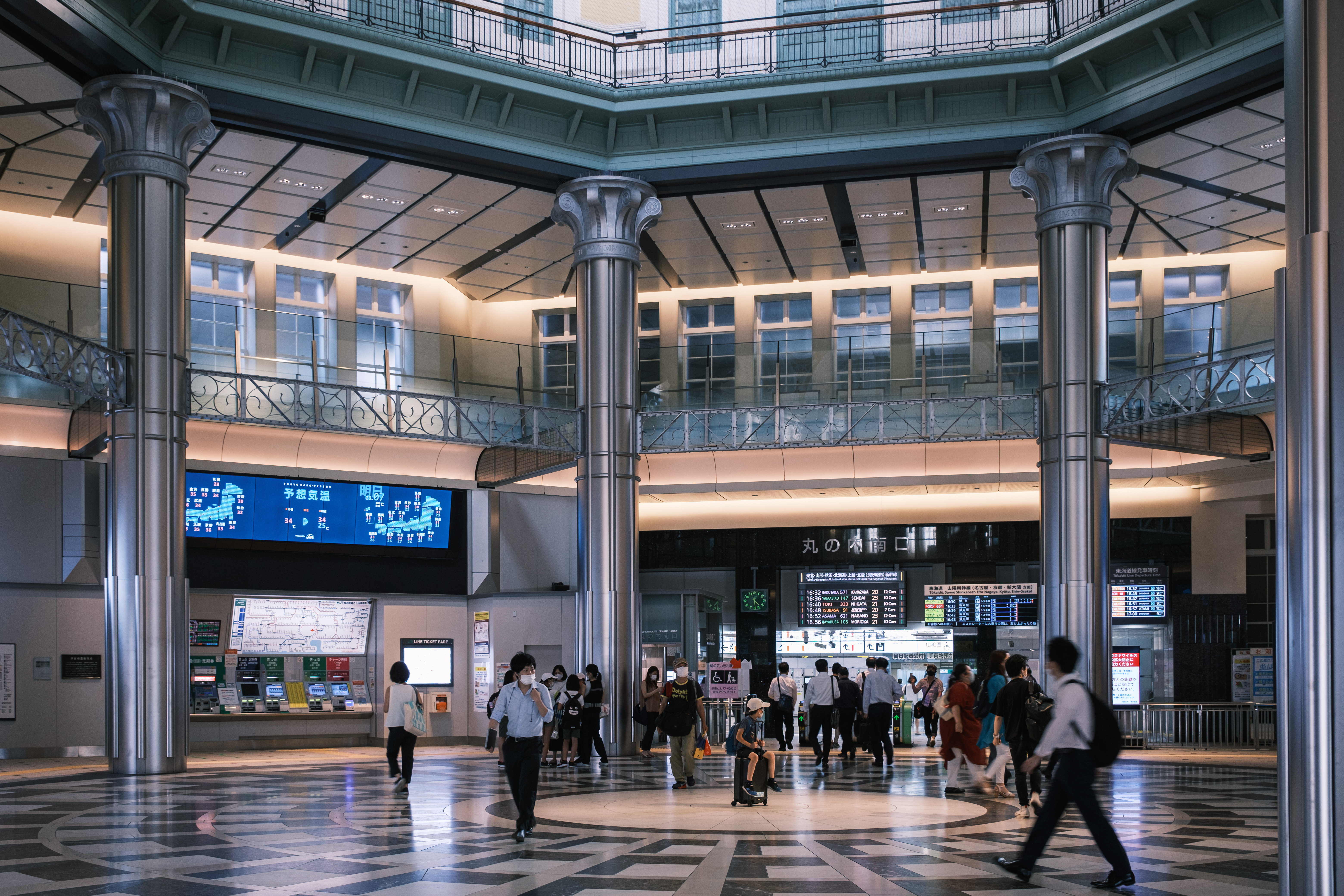
Hall d'accueil central, 2020

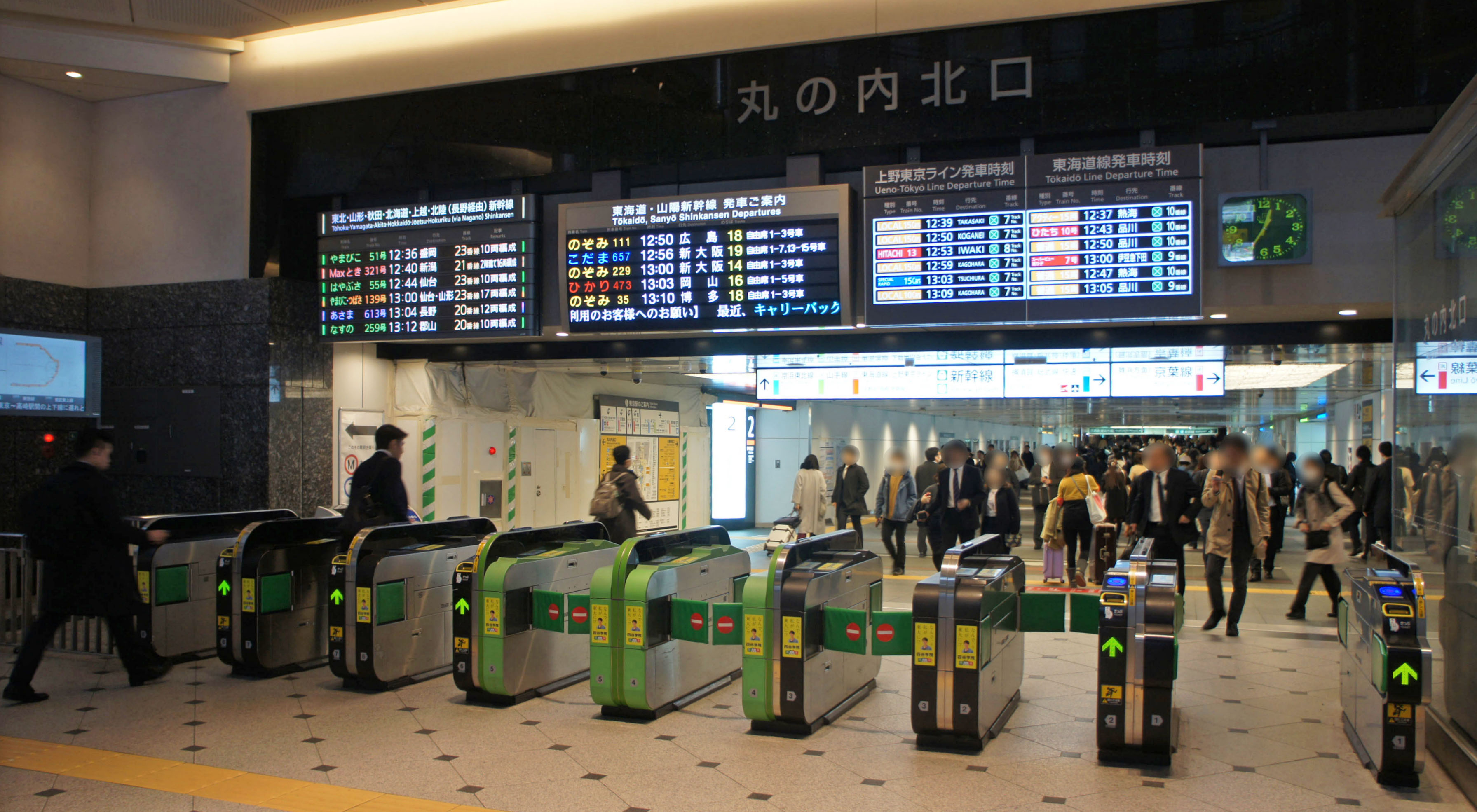
Entrée Nord, 2019

La construction de la gare fut retardée à cause de la première guerre sino-japonaise et de la guerre russo-japonaise, mais elle débuta finalement en 1908. Le bâtiment principal fut conçu par l’architecte Tatsuno Kingo, qui avait réalisé le siège de la Banque du Japon dans le même quartier.
La gare de Tokyo fut inaugurée le 20 décembre 1914. Elle comportait alors 4 quais, deux pour les trains électriques et deux pour les trains à vapeur.
En 1921, le Premier ministre Hara Takashi fut poignardé mortellement à la sortie sud de la gare. En 1930, un autre Premier ministre, Osachi Hamaguchi, fut grièvement blessé par balle à l’intérieur de la gare par un ultra-nationaliste. Il décéda quelques mois plus tard.
Une grande partie de la gare de Tokyo fut détruite par les raids américains de B-29 du 25 mai 1945. Elle fut rapidement reconstruite, mais le bâtiment principal n'était plus constitué que de deux étages contre trois à l’origine et perdit ses dômes.
En 1964, le Shinkansen arriva en gare de Tokyo avec l’ouverture de la ligne Shinkansen Tōkaidō. En 1991, c’est au tour de la ligne Shinkansen Tōhoku de desservir la gare.
En 2012, le bâtiment principal retrouva son aspect d’origine après 5 ans de travaux. Le dernier étage et le toit furent reconstruits, ainsi que les deux dômes.

## Service des voyageurs

### Accueil
Gare gérée conjointement par la East Japan Railway Company (JR East), la Central Japan Railway Company (JR Central) et Tokyo Metro, elle dispose d'un bâtiment voyageurs, avec guichets, ouvert tous les jours. Le guichet principal se trouve à l'entrée nord côté Marunouchi.
En sous-sol de la gare se trouve un grand complexe commercial.
La partie sud du bâtiment principal est occupée par un hôtel, le Tokyo Station Hotel.

### Desserte
En dehors des Shinkansen qui desservent une grande partie du Japon, la gare de Tokyo a principalement un trafic de trains de banlieue. Il ne subsiste qu'un seul service de train de nuit, le Sunrise Express vers Takamatsu (Sunrise Seto) et Izumo (Sunrise Izumo).

#### Quais de surface
| 1・2    | JC Ligne principale Chūō    | Shinjuku ・ Tachikawa ・ Hachiōji ・ Takao                                                                                      |
| 3       | JK Ligne Keihin-Tōhoku      | Ueno ・ Akabane ・ Ōmiya |
| 4       | JY Ligne Yamanote           | Ueno ・ Nippori ・ Ikebukuro |
| 5       | JY Ligne Yamanote           | Shinagawa ・ Shibuya |
| 6       | JK Ligne Keihin-Tōhoku      | Shinagawa ・ Kawasaki ・ Yokohama ・ Ōfuna                                                                                      |
| 7・8    | JU Ligne Ueno-Tokyo         | Ueno ・ Ōmiya ・ Utsunomiya (par la ligne Utsunomiya) ・ Takasaki (par la ligne Takasaki) ・ Mito ・ Iwaki (par la ligne Jōban) |
| 9・10   | JT Ligne principale Tōkaidō | Shinagawa ・ Yokohama ・ Ōfuna ・ Odawara ・ Atami                                                                              |
| 20 à 23 | Ligne Shinkansen Tōhoku     | Sendai ・ Morioka ・ Shin-Aomori ・ Shin-Hakodate-Hokuto                                                                        |
| 20 à 23 | Ligne Shinkansen Yamagata   | Fukushima ・ Yamagata ・ Shinjō                                                                                                 |
| 20 à 23 | Ligne Shinkansen Akita      | Morioka ・ Akita |
| 20 à 23 | Ligne Shinkansen Jōetsu     | Takasaki ・ Niigata |
| 20 à 23 | Ligne Shinkansen Hokuriku   | Nagano ・ Toyama ・ Kanazawa ・ Tsuruga                                                                                         |
| 14 à 19 | Ligne Shinkansen Tōkaidō    | Nagoya ・ Kyoto ・ Shin-Osaka ・ Hakata                                                                                         |

#### Quais souterrains
Niveau -4
| 1・2 | JO Ligne Yokosuka                | Shinagawa ・ Shin-Kawasaki ・ Kamakura ・ Kurihama |
| 3・4 | JO Ligne Sōbu                    | Kinshichō ・ Funabashi ・ Chiba                    |
| 3・4 | Limited Express "Narita Express" | Aéroport de Narita                                 |

Niveau -5
| 1 à 4 | JE Ligne Keiyō     | Shin-Kiba ・ Maihama ・ Soga      |
| 1 à 4 | JM Ligne Musashino | Nishi-Funabashi ・ Fuchū-Hommachi |

Métro
| 1 | M Ligne Marunouchi | Ginza ・ Shinjuku ・ Ogikubo |
| 2 | M Ligne Marunouchi | Ōtemachi ・ Ikebukuro        |

### Intermodalité
La gare de Tokyo est reliée à la station de métro d'Ōtemachi par des tunnels souterrains. À Ōtemachi, on trouve les lignes suivantes : Tōzai, Chiyoda, Hanzomon et Mita.

## Galerie de photographies

La gare actuelle
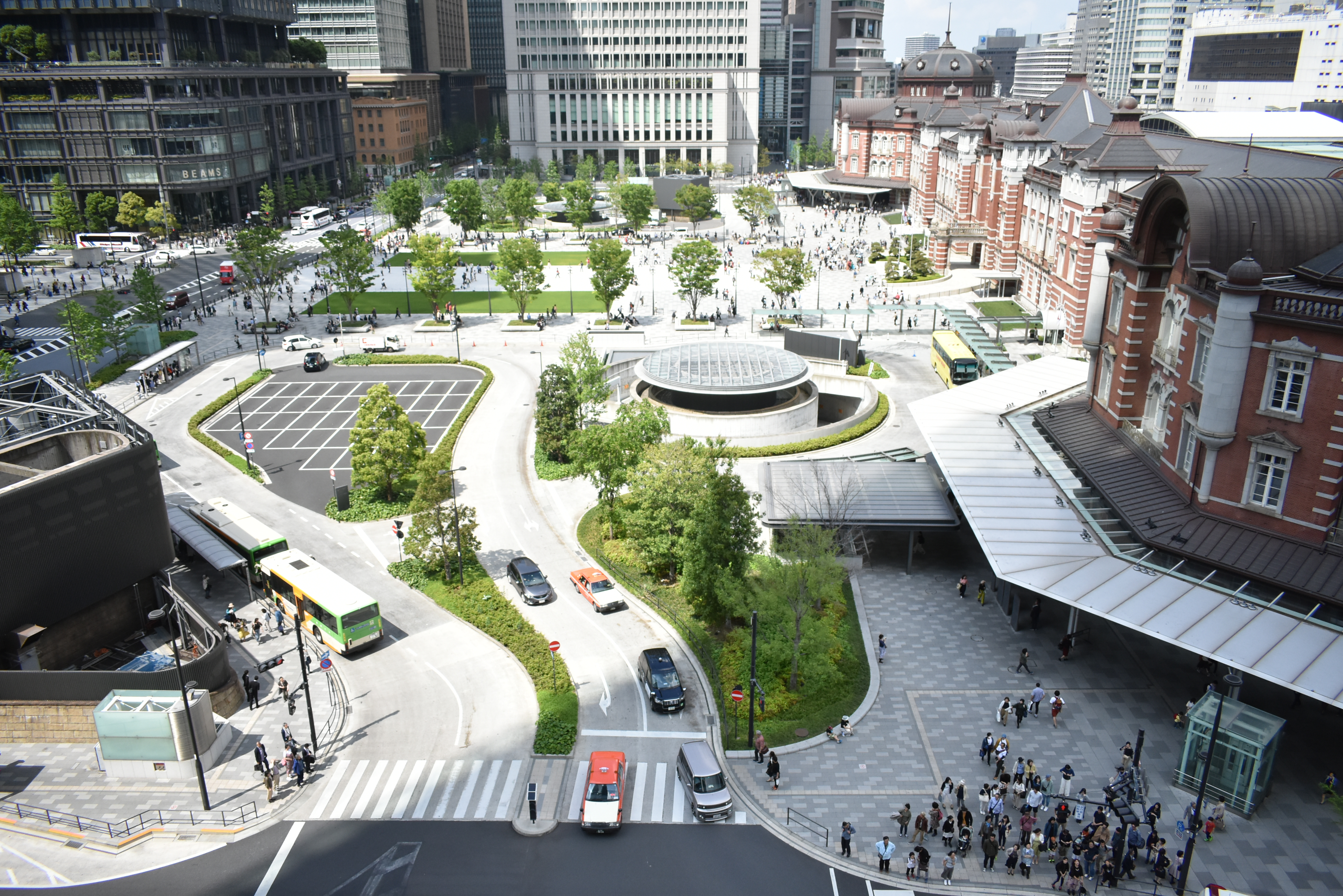
Entrée principale (devant les deux bandes de gazon) et parvis de la gare en 2019
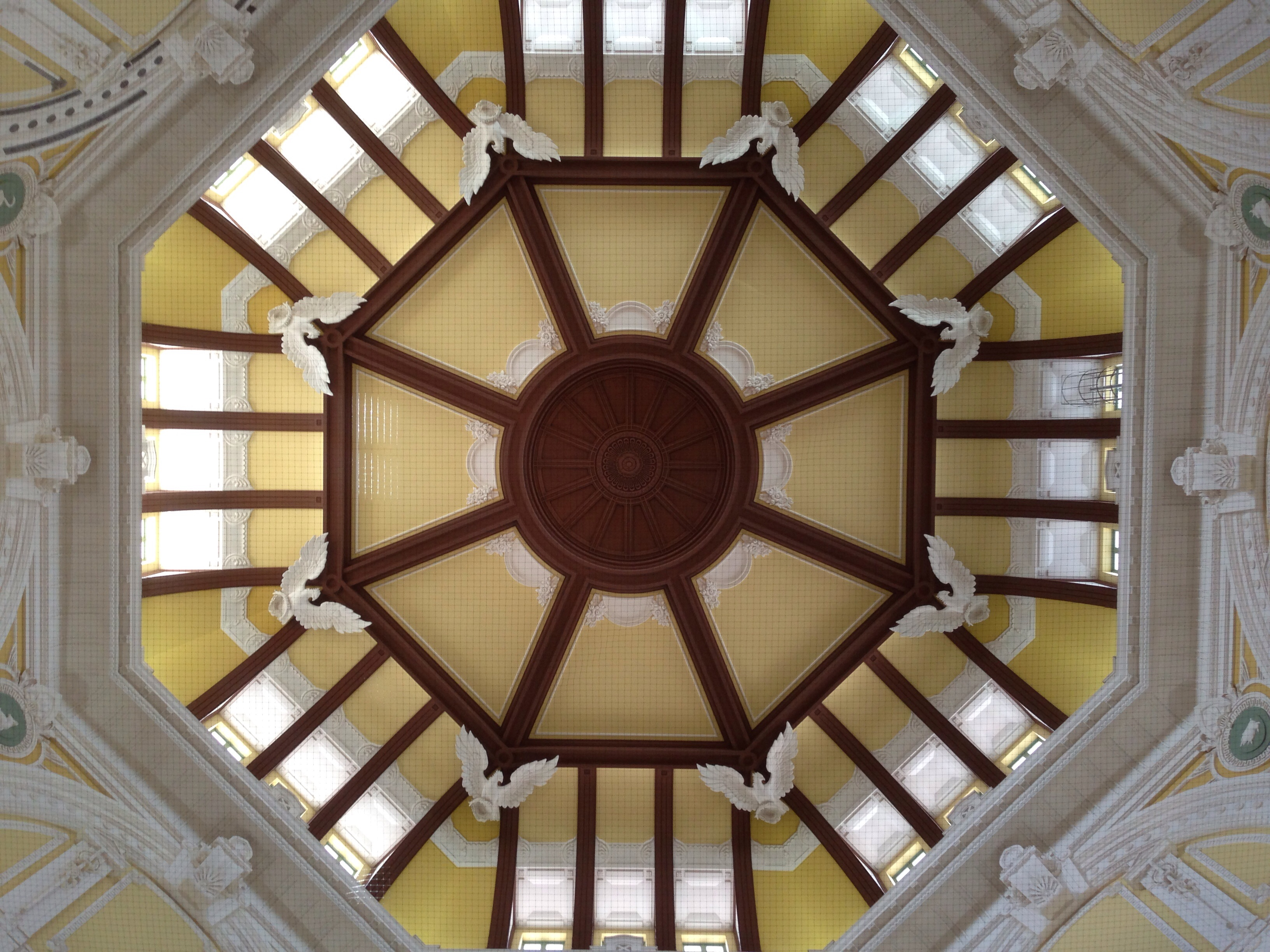
Intérieur du dôme de la gare après restauration
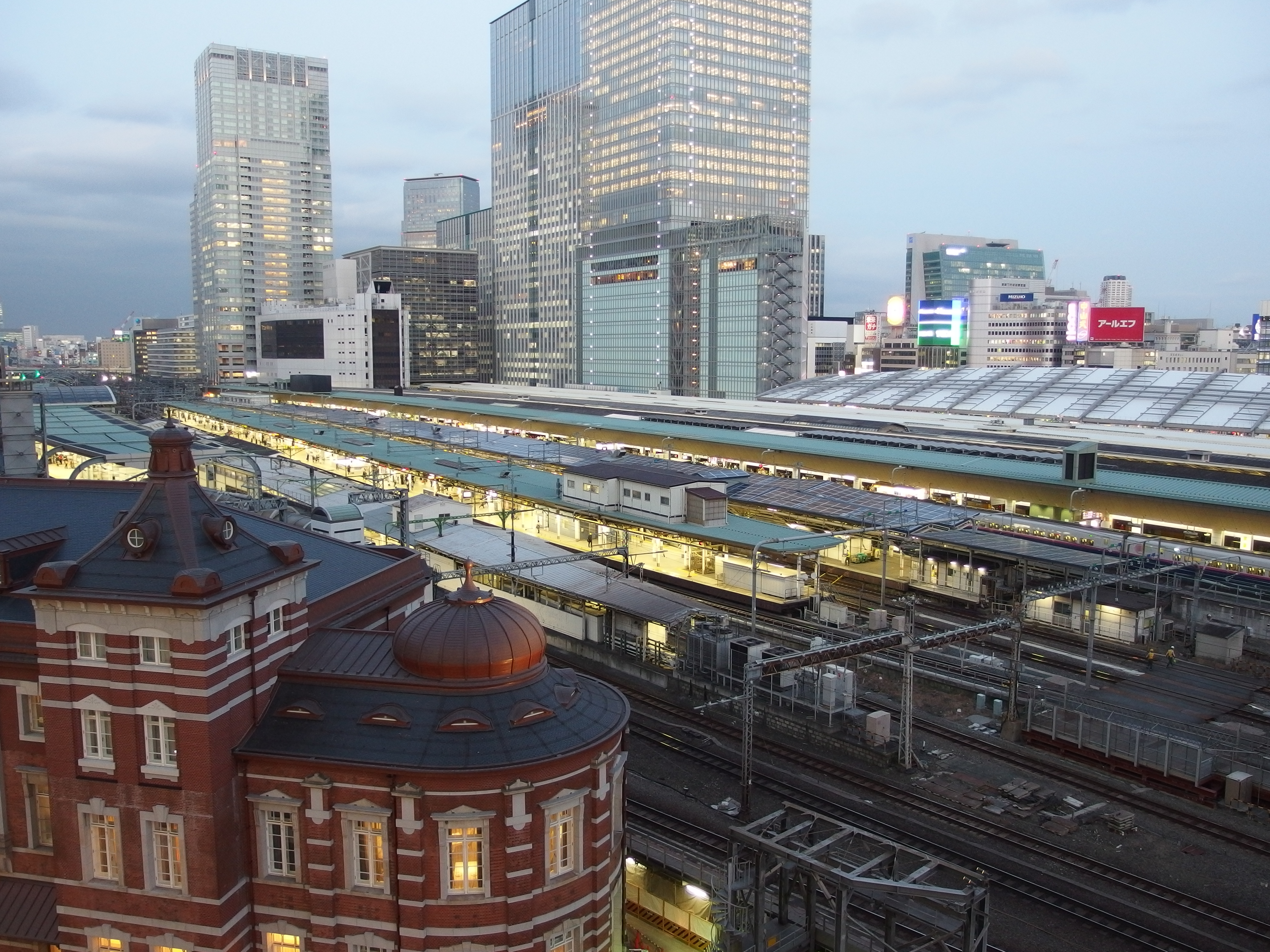
Les voies
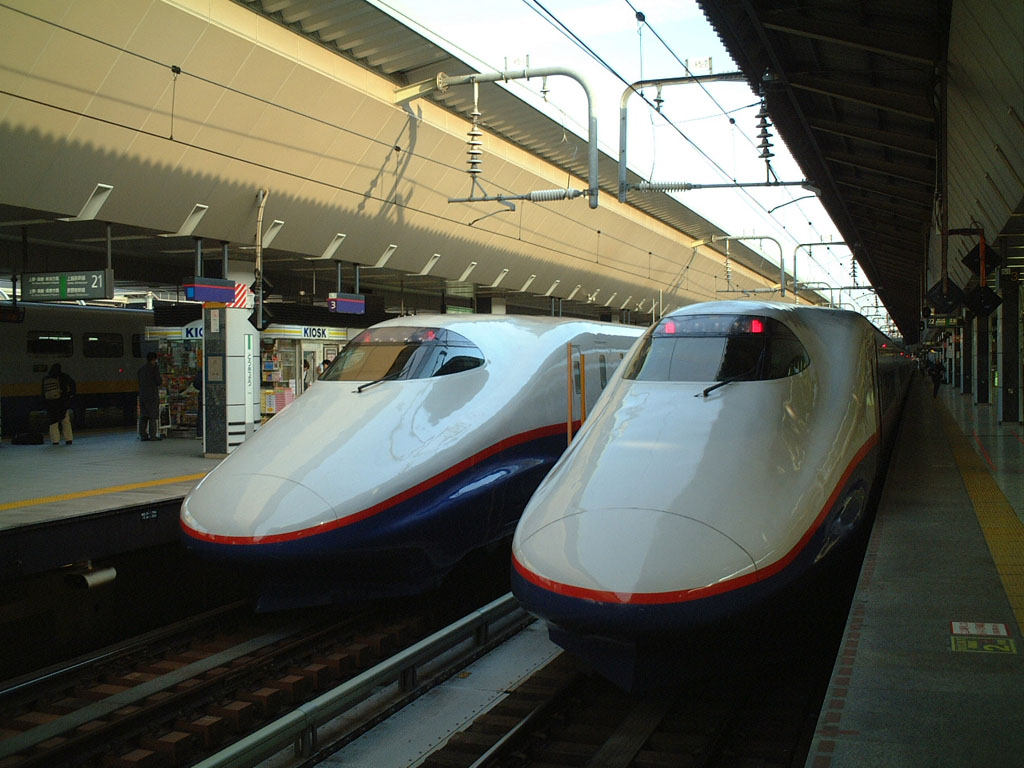
Shinkansen en gare de Tokyo